# Oreopanax ecuadoriensis
Oreopanax ecuadoriensis là một loài thực vật có hoa trong Họ Cuồng cuồng. Loài này được Seem. mô tả khoa học đầu tiên năm 1865.